# هوارد باسکرویل
هُوارد کانْکْلین بَسْکِرْویل (انگلیسی: Howard Conklin Baskerville؛ ۱۰ آوریل ۱۸۸۵ – ۱۹ آوریل ۱۹۰۹) معلم آمریکاییِ مدرسهٔ مموریال در تبریز بود که در جریان جنبش مشروطه و تلاش برای شکستن محاصرهٔ تبریز در این شهر کشته شد. از او اغلب به عنوان «لافایتِ آمریکاییِ ایران» و «شهیدِ آمریکاییِ جنبشِ مشروطهٔ ایران» یاد می‌شود.
باسکرویل در پاییز ۱۹۰۷ جهت تدریس تاریخ به تبریز آمد. ورود او به ایران مقارن با دوره‌ای بود که محمدعلی‌شاه در تهران مجلس را به توپ بسته و اساس مشروطه را برچیده و دورهٔ استبداد صغیر را در ایران حاکم کرد. در همان دوران، مردم تبریز به رهبری ستارخان و باقرخان برای اعادهٔ مشروطیت به پا خاسته و به دنبال آن، نیروهای طرفدار شاه، اقدام به محاصرهٔ تبریز کردند. پس از ۱۱ ماه محاصره و بر اثر کمبود دارو و غذا، دسته‌ای در تبریز به نام فوج نجات به رهبری باسکرویل، برای شکستن محاصره تشکیل شد. باسکرویل، که دورهٔ سربازی را در آمریکا دیده بود، به قول خودش به‌جای نقالیِ تاریخِ مُردگان، تصمیم گرفت مشق نظامی به جوانان بیاموزد. در همین ایام، مرگ سیدحسن شریف‌زاده، دوست و یار نزدیک باسکرویل، چنان او را منقلب کرد که در جواب همسر کنسول آمریکا در تبریز، که از او خواسته بود از صف مشروطه‌خواهان جدا شود، ضمن پس‌دادن پاسپورتش گفت: «تنها فرق من با این مردم، زادگاهم است، و این فرق بزرگی نیست.»
در جریان نبردی که در شام غازانِ تبریز بین گروه فوج نجات به رهبری باسکرویل و محاصره کنندگان به وقوع پیوست، باسکرویل بر اثر گلوله‌ای که به سینه‌اش اصابت کرد، کشته شد. پس از مرگ وی، مراسم تشییع جنازه‌ای با حضور گستردهٔ مردم در گورستان آمریکایی تبریز برگزار شد که به گفتهٔ «آلبرت چارلز راتیسلاو»، کنسول وقتِ انگلیس در تبریز، مراسمی بسیار تأثیرگذار بود. چندی بعد، ستارخان، تفنگ باسکرویل را که در هنگام کشته‌شدن در دست داشت، با حک کردن نام و تاریخ کشته‌شدنش در پرچم ایران پیچیده و برای خانواده‌اش در آمریکا فرستاد.
در حال حاضر، مجسمهٔ نیم‌تنه‌ای از او در خانهٔ مشروطهٔ تبریز نصب شده‌است. عده‌ای در آمریکا پیشنهاد کرده‌اند، ۱۹ آوریل، سالروز کشته‌شدن باسکرویل را به‌عنوان «روز دوستی ایرانیان و آمریکایی‌ها» بنامند. در حال حاضر، برخی از علاقه‌مندان ناشناس به‌طور متناوب سنگ مزار وی را در «گورستان آشوری‌های تبریز» با گل‌های زرد و تازه تزیین می‌کنند.

## زندگی شخصی

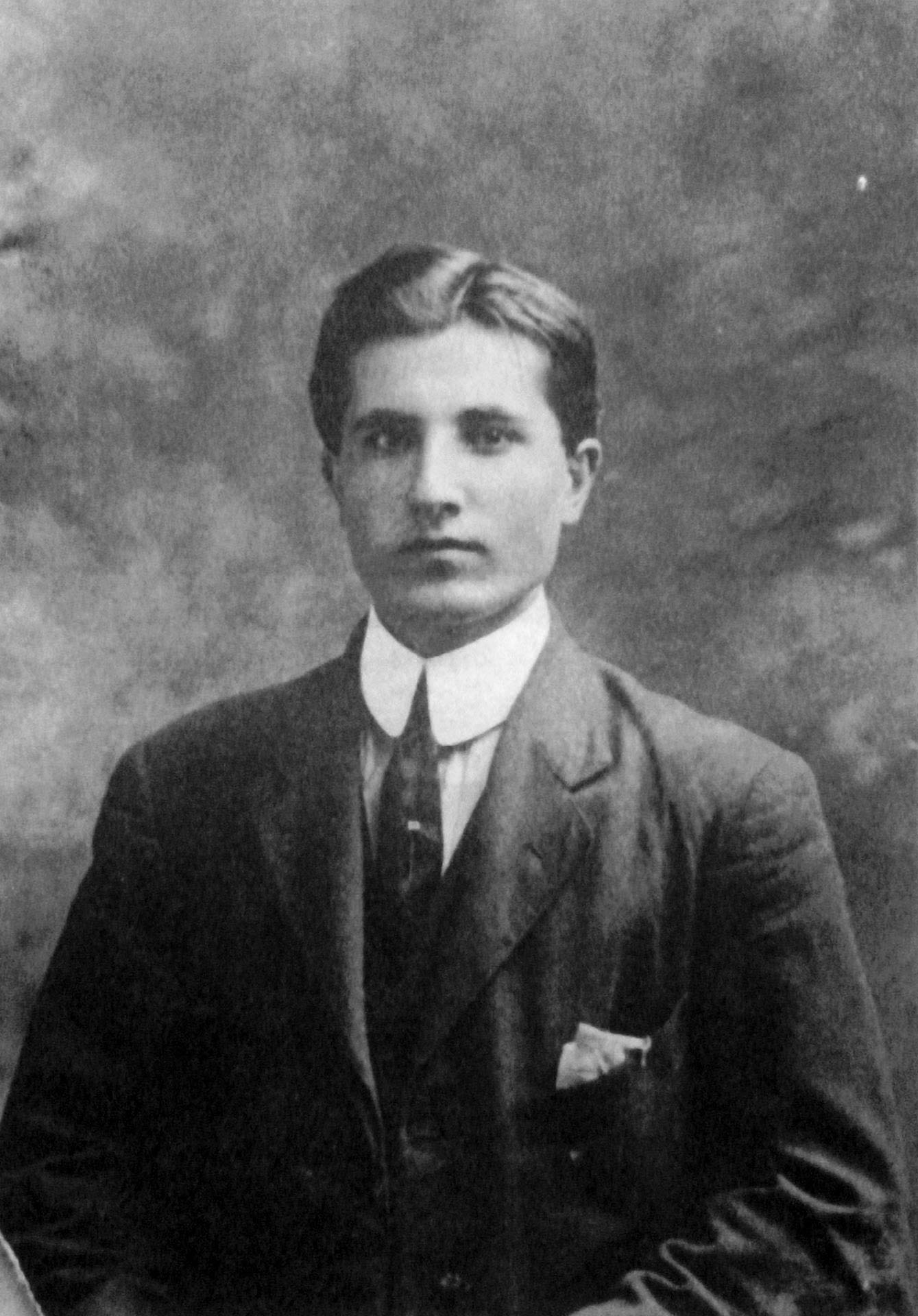
هوارد کانکلین باسکرویل

هُوارد کانْکْلین باسْکِرْویل در ۱۰ آوریل ۱۸۸۵ در پلت شمالی، نبراسکا، ایالات متحدهٔ آمریکا متولد شد. اعضای خانوادهٔ بَسکرویل دارای اعتقادات مذهبیِ پرسبیتری بودند. پدر، پدربزرگ و چهار برادر او کشیش بودند و برادر کوچکترش به نام «رابرت» نیز در سال ۱۹۱۲ از پرینستون فارغ‌التحصیل شد. هوارد متولد شهر پلَت شمالی در ایالت نبراسکا بود و خانواده‌اش قبل از اینکه وی وارد دانشگاه پرینستون شود، به بلَک هیلز در ایالت داکوتای جنوبی مهاجرت کردند. بَسکرویل در سال ۱۹۰۳ وارد دانشگاه پرینستون شد. او در سال ۱۹۰۷ از این دانشگاه فارغ‌التحصیل شد و به مشت‌زنی و اسب‌سواری علاقه داشت. ریاست دانشگاه پرینستون در آن زمان، بر عهدهٔ توماس وودرو ویلسون بود که بعدها به ریاست‌جمهوری آمریکا رسید. مادهٔ درسی اصلی او مذهب بود؛ اما با این حال دو موضوع دیگرِ رویّهٔ قضایی و دولت متکی بر قانون اساسی را برگزید.

## حضور در تبریز
پس از فراغت از تحصیل، او طی نامه‌ای به هیئت میسیونرهای پرسبیتری اعزامی به خارج از کشور، درخواست اعزام به خارج از آمریکا به‌منظور کسب تجربه در یک زبان و فرهنگ جدید را کرد که در نهایت این هیئت، او را برای دو سال تدریس در تبریز انتخاب کرد. تبریز در آن زمان، میزبان بزرگ‌ترین جامعهٔ آمریکاییان مقیم ایران بود. مسیحیان آمریکایی از جمله پرسبیترین‌ها، یکی از شاخه‌های پروتستان‌های فرقهٔ «مشایخی»، که سال‌ها پیش از آن در ارومیه و سلماس مستقر شده بودند، بعد از تأسیس بیمارستان و دبیرستان آمریکایی در تبریز به این شهر کوچ کرده بودند.
بسکرویل در پاییز سال ۱۹۰۷، براساس قراردادی دوساله، برای تدریس تاریخ در مدرسهٔ مموریال آمریکا، که توسط کشیش‌های هیئت پرسبیتری اداره می‌شد، راهی تبریز شد. او ابتدا با کشتی از آمریکا به انگلستان رفته و از آنجا راهی ایران شد. سپس از همدان تا تبریز را با اسب طی کرد. در ابتدا، باسکرویل در منزل ساموئل ویلسون (مدیر مدرسه) مستقر شد. ویلسون با همسرش، آنی، و دو دختر نوجوانشان زندگی می‌کردند که باسکرویل، پس از چندی با دختر بزرگترِ ویلسون نامزد کرد. او سپس  در  بخشی از مدرسهٔ مموریال، که اختصاص به سکونت معلمان آمریکایی داشت، منزل گزید.

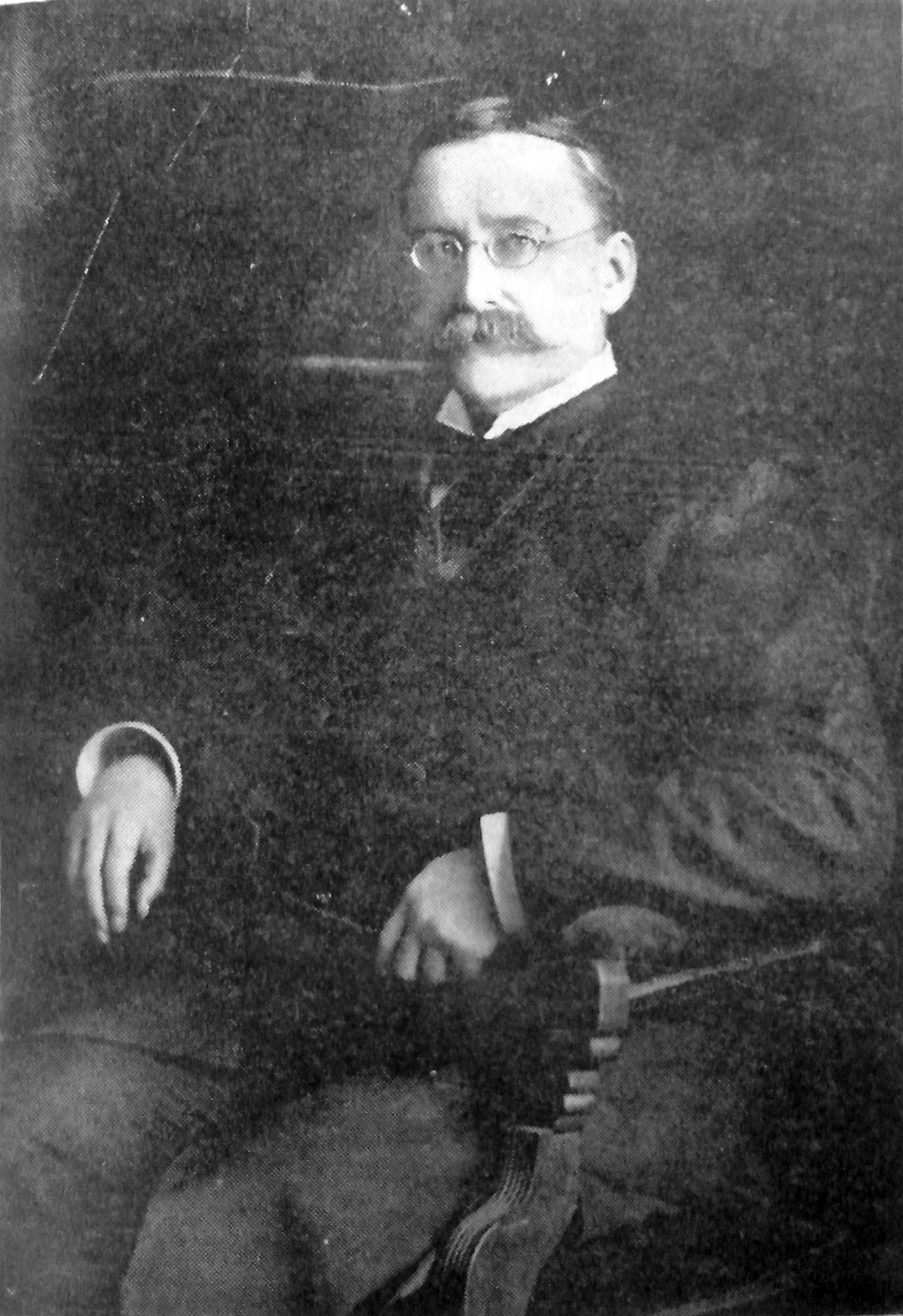
دکتر ساموئل گراهام ویلسون، مدیر مدرسهٔ مموریالِ تبریز

باسکرویل در مدرسهٔ مموریال به تدریس تاریخ اروپا، خصوصاً تاریخ انقلاب فرانسه پرداخت. «دبلیو اِی شِد» (W. A. Shedd)، یکی از همکاران بَسکرویل، پس از مرگ وی چنین به خاطر می‌آورد: «او معلمی موفق بود و با شخصیت جدی، روراست و مردانه‌اش، احترام همه را به خود جلب کرده بود.» در این مدرسه، بَسکرویل به دانش‌آموزانِ دختر و پسر با هم درس داده و به آموزش اسب‌سواری و تنیس و اجرای تاجر ونیزی می‌پرداخت. او همچنین پس از اتمام کلاس‌های درس، به دانش آموزانش، مشت زنی می‌آموخت. به همین دلیل گفته می‌شود، باسکرویل نخستین کسی بود که ورزش بوکس را به ایران آورد.
او با آن‌که با زبان‌های فارسی یا ترکی آذربایجانی آشنایی نداشت، با این حال، با شاگردانش رابطهٔ شخصی برقرار کرده، با آن‌ها در منزل دیدار می‌کرد. صادق رضازاده شفق، یکی از شاگردان بَسکرویل، که با او صمیمی شده و نقش مترجم وی را بر عهده داشت، در مورد روزی که باسکرویل به‌همراه ساموئل گراهام ویلسون برای عید نوروز به منزل آن‌ها رفته بود، چنین نوشته‌است: «با اینکه ویلسون به‌خوبی ترکی آذربایجانی صحبت می‌کرد، بَسکرویل در تمام این مدت ناآرام به نظر می‌رسید. به‌هنگام ترک منزل، او توانست جمله‌ای را که به آذری حفظ کرده بود، بگوید: «سال نو را به همهٔ شما تبریک می‌گویم».» شفق در بخش دیگری چنین نوشته‌است: «او بسیار خوشنام بود و عدهٔ زیادی می‌خواستند در کلاس‌های تاریخ او شرکت کنند. تعدادی از شاگردان قدیمی و معلمان مدرسه، مانند سید حسن شریف‌زاده، از دکتر ویلسون خواستند که کلاس درس حقوق بین‌الملل نیز دایر کند؛ او نیز پذیرفت و کلاس را به عهدهٔ بَسکرویل گذاشت.»

## شرکت در جنبش مشروطه

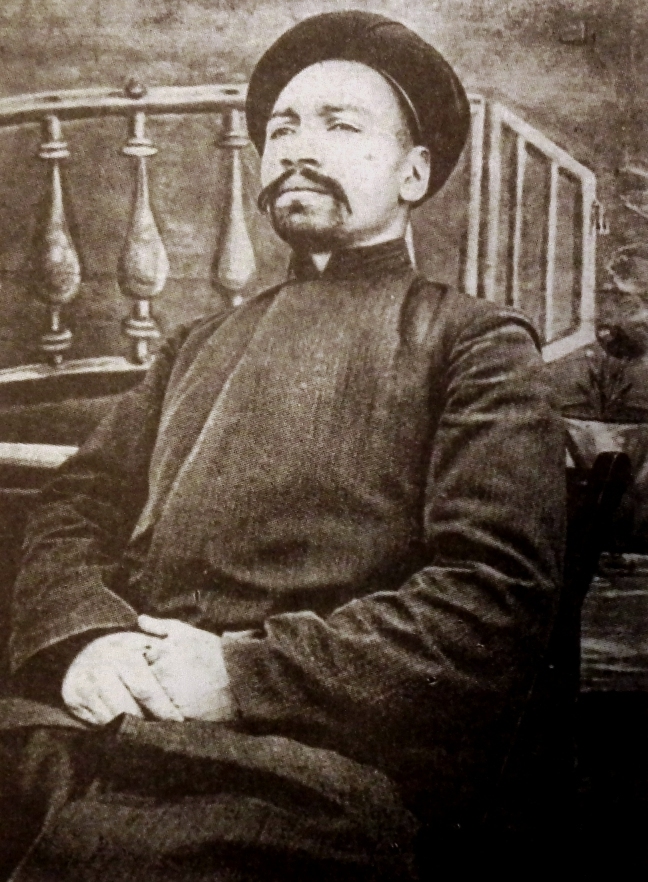
حسن شریف‌زاده، از دوستان نزدیک باسکرویل که کشته شدنش تأثیر بسیاری در پیوستن بسکرویل به جنبش مشروطه‌خواهان داشت.

حضور باسکرویل در تبریز، مصادف با روزهایی بود که محمدعلی‌شاه، مجلس را به توپ بسته و مشروطه‌طلبان شهرهای مختلف را سرکوب کرده بود. از طرفی، مشروطه‌خواهان تبریز، در مقابل درخواست شاه برای تسلیم شدن، مقاومت کرده، شاه نیز در مقابل، دستور محاصره تبریز را داد.
باسکرویل از همان ابتدای ورودش به تبریز، از جنبش مشروطه ایران حمایت می‌کرد. او پس از اتمام ساعات تدریس در مدرسه، برای مشروطه‌خواهان در خطوط نبرد غذا می‌رساند و نزد شاگردانش از قرارداد سن پترزبورگ انتقاد می‌کرد. باسکرویل با حسن شریف‌زاده که در همان مدرسه، معلم ادبیات بوده و از رهبران بانفوذ نهضت مشروطه در تبریز به‌شمار می‌رفت، نزدیک شده بود. به قتل رسیدن شریف‌زاده در سال ۱۹۰۸ وی را به شدت متأثر و منقلب کرد. این اتفاق تأثیر بسیاری در پیوستن وی به صف مبارزان مشروطه داشت.

### آموزش نظامی مشروطه‌خواهان
باسکرویل، اندکی قبل از اعزام به ایران در آمریکا دورهٔ خدمت سربازی را به پایان رسانده بود. از این رو پس از پیوستن به صف مبارزان، وی مسئولیت ارایهٔ تعلیمات نظامی را به جمعی از مشروطه‌خواهان، به ویژه شماری از دانش‌آموزان مموریال اسکول بر عهده گرفت. در ماه مارس ۱۹۰۹، بسکرویل تصمیم گرفت که ۱۵۰ نفر از دانش‌آموزانش را برای کمک به ستارخان در شکستن محاصره تبریز سازماندهی کند. شفق در اینباره چنین نوشته‌است: «او همواره تکرار می‌کرد که نمی‌تواند آرام بنشیند و از پنجره کلاس مردم گرسنه شهر را تماشا کند که برای حقوق خود می‌جنگند.» باسکرویل از سربازانش پیمان گرفته بود که «در هر جنگی که رخ دهد، پیشرو باشند و چون به دشمن نزدیک شوند در بند سنگر نبوده، فدایی‌وار به دشمن یورش ببرند.»

### مخالفت دولت آمریکا با اقدامات باسکرویل
باسکرویل به خاطر پیوستن به مشروطه‌خواهان تبریز، از طرف دو گروه تحت فشار بود. گروه اول والدین دانش‌آموزان مدرسه و گروه دوم، هیئت دیپلماتیک آمریکایی مستقر در کنسولگری این کشور در تبریز بودند که با توجه به رویهٔ بی‌طرفی اعلام شده از جانب دولت ایالات متحده آمریکا در قضایای ایران، حضور یک نفر تبعهٔ آمریکا را در بطن مبارزات تبریز به صلاح نمی‌دانستند.

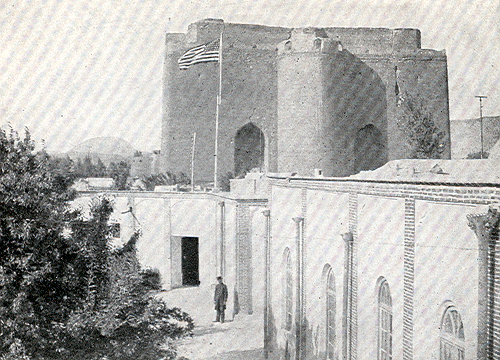
پرچم آمریکا در حال اهتزاز در ساختمان کنسولگری آمریکا، در ضلع جنوبی ارگ تبریز به سال ۱۹۱۱ میلادی (۱۲۹۰ خورشیدی). تصویر گرفته شده توسط مورگان شوستر.

از این رو برای آن که کنسول آمریکا و مسئولان مدرسه از اقدام وی آگاهی نیابند، باسکرویل حیاط ارگ تبریز را برای ارائهٔ تعلیمات نظامی به مشروطه‌طلبان تبریز در نظر گرفته و همه روزه هنگام عصر، در محوطهٔ ارگ تبریز به آموزش نظامی می‌پرداخت. باسکرویل گاهی برای انگیزه دادن به مبارزان، با آن‌ها دربارهٔ شخصیت‌های انقلاب آمریکا سخن می‌گفت.
اقدامات باسکرویل و درگیری در مسائل داخلی ایران موجب بروز نگرانی‌هایی در واشینگتن شد و «ویلیام دوتی»، کنسول آمریکا در تبریز، طیّ نامه‌ای به تاریخ اوّل محرم ۱۳۲۷ (۳ ژانویه ۱۹۰۹) و سپس، در ملاقاتی با باسکرویل در حضور ستارخان، کوشید تا او را از صف مبارزان مشروطه جدا کند. ستارخان نیز ضمن قدردانی از باسکرویل، او را به کناره‌گیری از نبرد تشویق می‌کرد. در روز ۱۳ فروردین ۱۲۸۸، هنگامی که بسکرویل و مردانش در حال تمرین نظامی بودند، ویلیام اف. دوتی (William F. Doty)، کنسول آمریکا در تبریز، به محل رژه آمده و به بسکرویل یادآوری کرد که به عنوان یک تبعه آمریکایی، حق دخالت در سیاست داخلی ایران را ندارد. باسکرویل در پاسخ، مبارزه در کنار مشروطه‌خواهان را دفاع از جان و مال آمریکاییان و مردم تبریز دانست. به گفتهٔ شفق، بسکرویل در جواب کنسول آمریکا گفت: «من نمی‌توانم بی‌اعتنا زجر کشیدن این مردم را که برای حق خود می‌جنگند، تماشا کنم. من یک شهروند آمریکایی هستم و به آن افتخار می‌کنم، ولی من یک انسانم و نمی‌توانم جلوی احساس همدردی خود را با مردم این شهر بگیرم.» دوتی از بسکرویل خواست تا گذرنامهٔ خود را پس دهد که به روایت یسلسون باسکرویل از قبول این دستور خودداری کرد؛ اما احمد کسروی می‌نویسد که وی گذرنامهٔ خود را به کنسول تسلیم کرد. «توماس ریکس» نیز این‌گونه نقل کرده‌است که «باسکرویل گفت: گذرنامه خود را پس نمی‌دهم و به عنوان یک آمریکایی از اهداف عادلانه حمایت می‌کنم و به انقلاب مشروطه می‌پیوندم.». دوتی از این خشمگین بود که بسکرویل با استفاده از کتابخانهٔ کنسولگری آمریکا در دائرةالمعارف بریتانیکا راه‌های ساخت نارنجک را جستجو می‌کرده‌است.

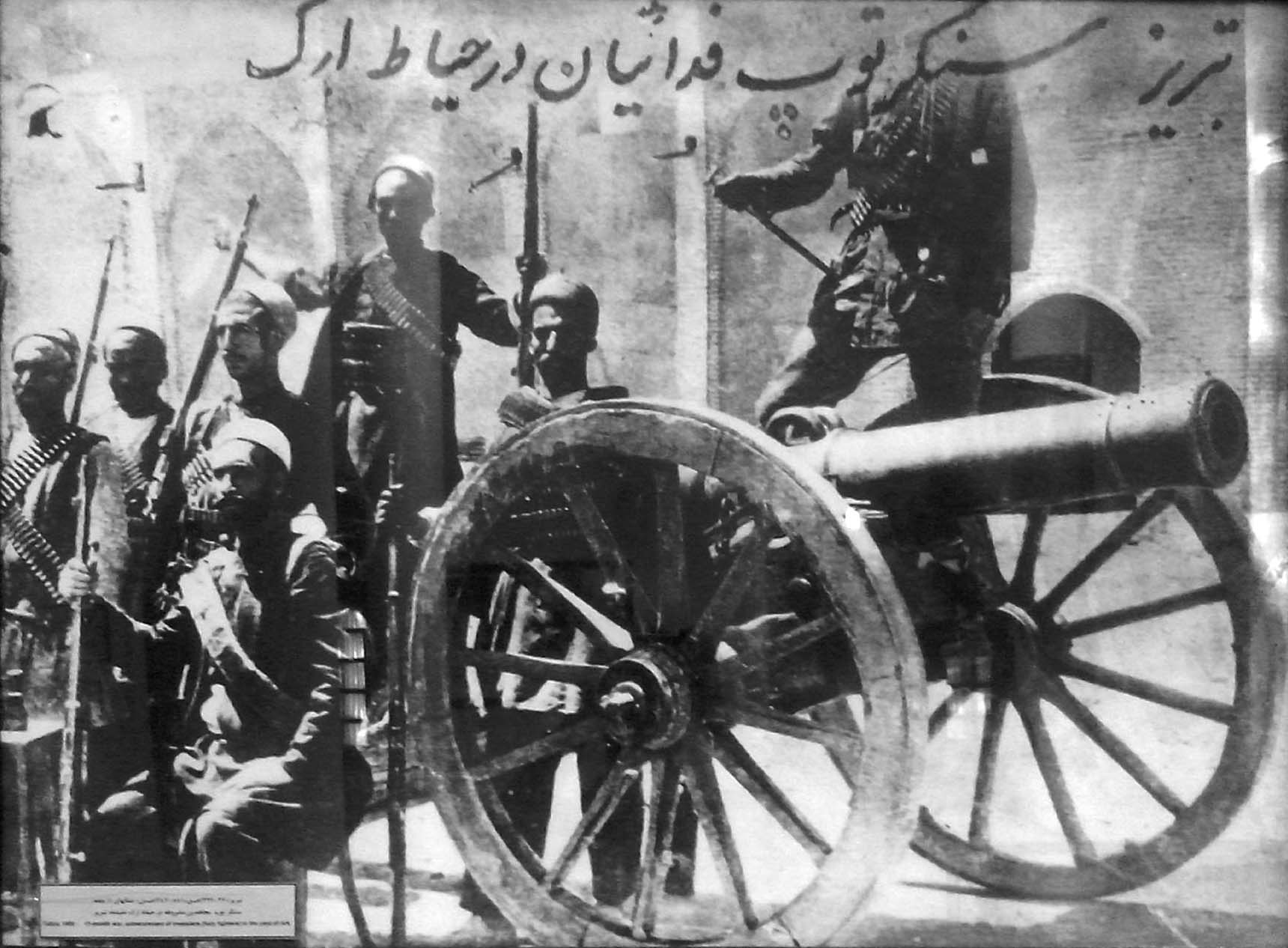
سنگر توپ مشروطه‌خواهان در حیاط ارگ تبریز؛ سال ۱۹۰۹ میلادی.

کنسول آمریکا بار دیگر همسر خویش را برای منصرف ساختن باسکرویل فرستاد. آن‌هم در شرایطی که در همان روزها دوست نزدیک باسکرویل، حسن شریف‌زاده کشته شده و مرگ او چنان بسکرویل را منقلب کرد که در جواب همسر کنسول آمریکا گفت:
«تنها فرق من با این مردم زادگاهم است و این فرق بزرگی نیست.»
وزارت خارجه آمریکا هیئت مرکزی مبلّغان مسیحی در نیویورک را برای فراخواندن باسکرویل از ایران، به این عنوان که فعّالیّت‌هایش منافع آمریکا و کلیسای پرسبیتری را به خطر افکنده‌است، تحت فشار قرار داد تا اینکه در ۱۶ ربیع‌الاول، (۷ آوریل)، خبر استعفای باسکرویل از آموزگاری به واشینگتن اعلام شد.
مطابق پژوهش‌های «توماس ریکس»، در آن زمان وزارت دفاع آمریکا با دخالت میسیونرها در امور داخلی ایران مخالف بود و اگر میسیونرها در امور داخل ایران مداخله می‌کردند، شغل خود را از دست می‌دادند. حدود ۵۰ مسیحی از پرسبیتری‌ها که آن موقع مقیم تبریز بودند، به علت تعهدی که به کلیسا داشتند، نمی‌توانستند به صفوف مشروطه‌خواهان بپیوندند؛ اما برای کوشش‌های باسکرویل احترام قائل بودند.

### تشکیل گروه فوج نجات

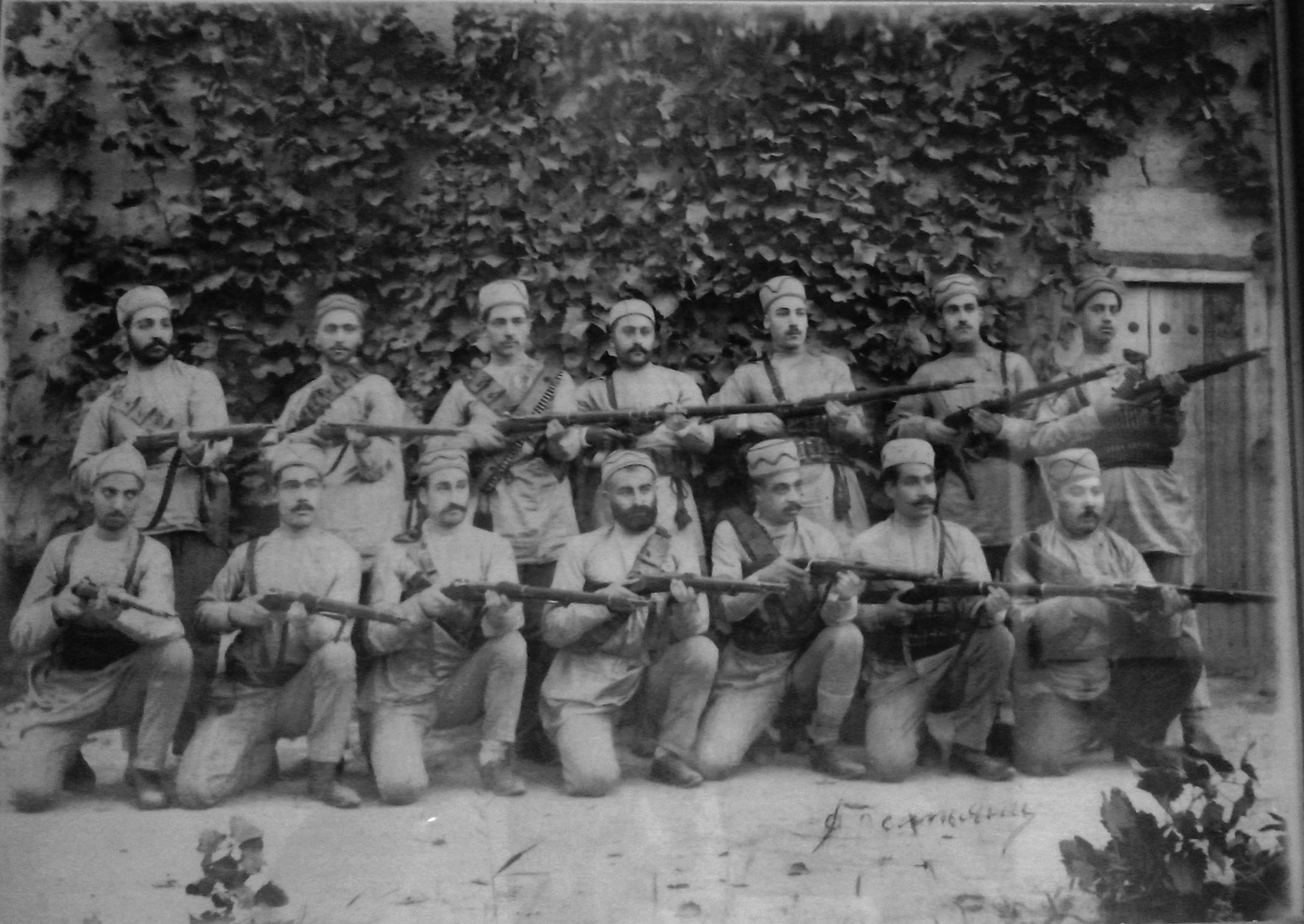
عده‌ای از اعضای گروه فوج نجات به رهبری باسکرویل، میدان مشق. نفر سوم ایستاده از سمت چپ، صادق رضازاده شفق؛ دوست، مترجم و شاگرد باسکرویل.

در اواسط ماه آوریل ۱۹۰۹ و ده ماه پس از آغاز محاصره تبریز، در شرایطی که مواد غذایی و دارویی در اثر محاصره نیروهای سلطنتی تمام شده بود، تصمیم گرفته شد، یک گروه کوچک به نام فوج نجات برای عبور از خط محاصره و گرفتن غذا از روستاهای اطراف فرستاده شوند. بسکرویل برای این مأموریت داوطلب شده و از ستارخان تقاضای سلاح کرد. ستارخان، بر این عقیده بود که باسکرویل و سربازان فوج نجات، دارای تجربه کافی برای کار با اسلحه نیستند، از این رو در ابتدا با مسلح شدن آن‌ها مخالفت کرد؛ اما سرانجام فوج نجات مسلح شد.
به گفتهٔ آنی ویلسون، در ۱۵ آوریل، او و یک روزنامه‌نگار انگلیسی به نام دی سی مور (D.C. Moore)، عازم این مأموریت شدند. در ۱۹ آوریل، ذخیرهٔ گندم در تبریز فقط برای یک روز کافی بوده و از طرف دیگر ستارخان، موفق به تدارک توپی که وعده‌اش را داده بود، نشد. بسکرویل، در ابتدا سعی کرد ستارخان را متقاعد کند که از اروپایی‌ها درخواست کمک کرده و با شرایط مناسب تسلیم شاه شود؛ ولی ستارخان مصمم بود که حمله‌ای دیگر ترتیب دهند. ابتدا، در جلسه‌ای که در شب شنبه ۲۸ فروردین توسط انجمن ایالتی تشکیل شد، قرار بر این شد که حمله به گروه محاصره کنندگان را فردای آن شب انجام دهند، اما در نهایت تصمیم گرفته شد که در صبح روز دوشنبه ۳۰ فروردین (۱۹ آوریل) حمله را آغاز کنند.
قرار بر این شد که با کمک «فوج نجات» در صبح آن روز، به بخشی از نیروهای محاصره‌کنندهٔ تبریز که تحت فرماندهی صمدخان شجاع‌الدوله و شماری از قزاق‌ها بود حمله‌ور شده و حصار شهر را بشکنند. در اینباره «مهدی علوی‌زاده» یکی از اعضای «فوج نجات» چنین می‌گوید: «... شبی که قرار بود بامداد روز بعد حمله به قوای «صمدخان» شروع شود، باسکرویل به آمادگی پرداخته و دستور داد پیروان وی (اعضای فوج نجات) پیش از نیم شب در شهربانی (ساختمان شهربانی تبریز که از پایگاه‌های ملّیّون بود) گرد هم آیند… (اما) از کسانی که پیمان فداکاری داشتند، فقط یازده نفر حاضر شدند و دیگران یا خودشان ترسیده، حاضر نشدند یا مادران و پدرانشان که از آهنگ باسکرویل آگاهی می‌داشتند، جلوی پسران خود را گرفتند؛ ولی از دیگران، دستهٔ انبوهی فراهم شدند و نزدیک نیمه شب از آنجا روانهٔ قره‌آغاج شدیم و این محله پر از مجاهد و توپچی می‌بود. ما را به مسجدی راه نمودند که چند ساعتی در آنجا استراحت کنیم. باسکرویل دمی آرام نمی‌نشست و درون مسجد نیز ما را به مشق و ورزش وامی‌داشت…»

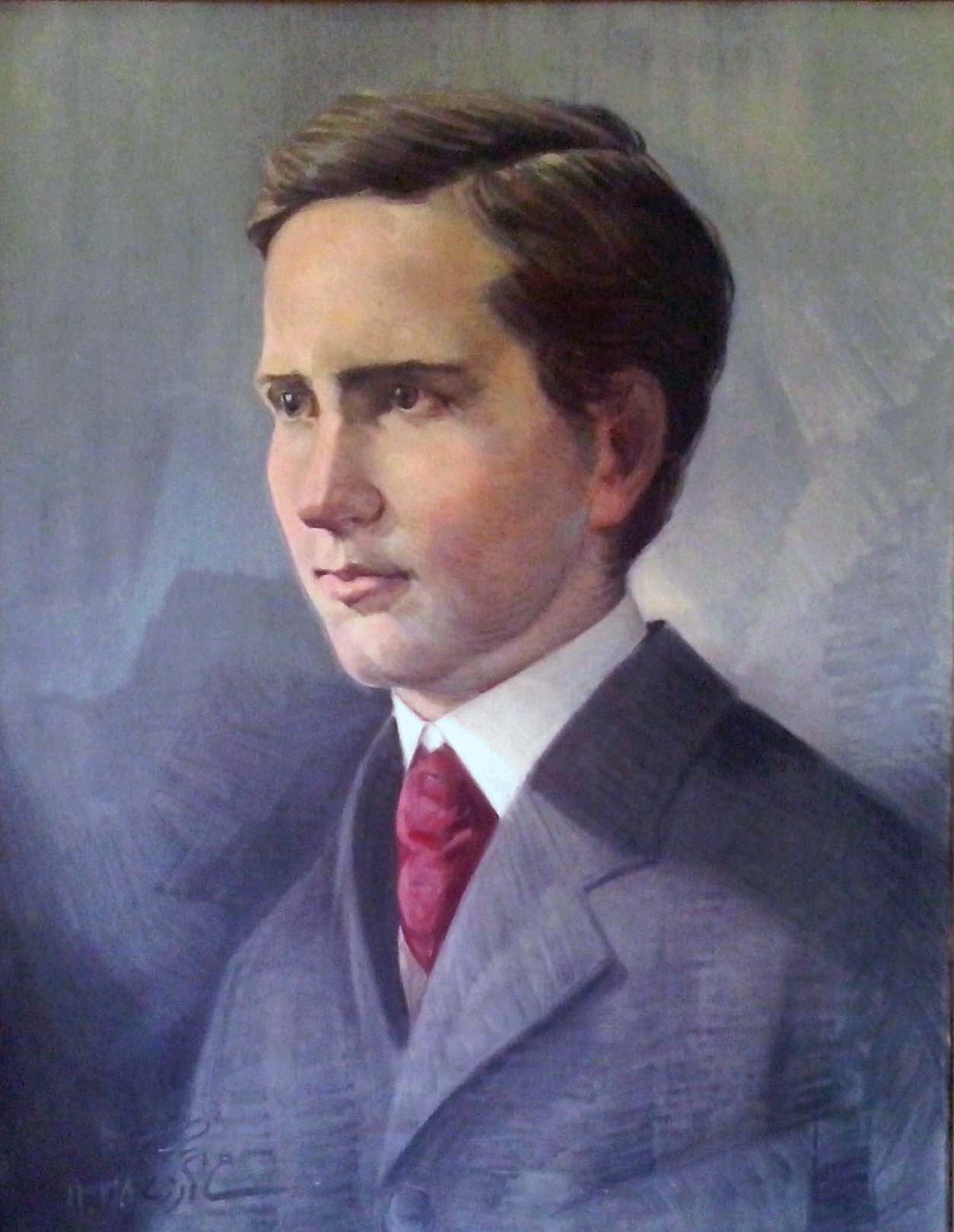
پرتره چهرهٔ هوارد باسکرویل، در موزه مشروطه تبریز. نقاشی شده در سال ۱۳۳۵.

دی سی مور، که در آن روز در گروه دیگری بود، چنین تعریف کرده‌است: «من ابتدا شنیدم که وقتی او به نزدیکی خطوط دشمن رسید، شمار سربازانش از ۱۵۰ به ۵ رسیده بود؛ ولی بعدها که با دو تن از مردانی که آنجا بودند ملاقات کردم، آنان گفتند که تعدادشان حدود ۹ یا ۱۰ نفر بود.»

### نبرد شام غازان
شفق آغاز جنگ را چنین شرح می‌دهد: «شب ۲۹ فروردین ماه، خبر آماده‌باش در شهر پیچید… هدف ما شام غازان بود، تا آنجا که به خاطر دارم، بیش از ۵۰ تن گروه ما را که فوج باسکرویل باشد، تشکیل می‌داد. حدود یک ساعت یا بیشتر پیمودیم تا به شام غازان رسیدیم… از باغی که دست راست کوچه‌ای بود، به آن کوچه درآمدیم و تا پا بدانجا نهادیم، باسکرویل یکباره داد زد «حمله» و به پیشروی آغاز کرد. پشت سر او من به راه افتادم و چند تن دیگر همراهی کردند. هنوز سکوت اطراف را فرا گرفته بود و شاید نظر مهاجمین این بود، طرف را غافلگیر کنند. هنوز هوا تاریک بود که ناگهان از مقابل ما یک رشته تیر تفنگ به سوی ما خالی شد… فرمانده ما (باسکرویل) بی‌درنگ در کنار جاده دراز کشید و ما هم پشت تل کوچک خاکی از او تبعیت نمودیم.»
هنگامی که بسکرویل مردان خود را به سمت دیوار شهر هدایت می‌کرد، تک‌تیراندازی از نیروهای سلطنتی او را هدف گلوله قرار داد. بسکرویل نیز تیری به سمت او شلیک کرد و با تصور اینکه تک‌تیرانداز از صحنه گریخته‌است، مردانش را با حرکت دست به جلو راند. وقتی بسکرویل روی خود را برگرداند، تک‌تیرانداز بازگشت و دو گلوله به سمت او شلیک کرد که با اصابت به قلب وی، از طرف دیگر بدنش خارج شدند.
شفق چنین بازگو کرده‌است که: «چون درازکش کردیم، بنا به تأکید حسین‌خان کرمانشاهی و دیگران، مدام خطاب به باسکرویل که در جویی خوابیده بود، داد می‌زدم بلند نشود تا جنگیان دیگر ما از اطراف دشمن را عقب بزنند و ما بتوانیم خلاص گردیم یا به روش خود ادامه دهیم، ولی افسوس باسکرویل به ندای من ترتیب اثر نداد و از مجرای زیر دیوار، روی سینه خزان خزان، به باغ دست چپ رفت و دیوار باغ میان ما و او حایل شد. دقیقه‌ای نگذشت که از سنگرهای اطراف فریاد بلند شد: «آمریکایی را زدند» معلوم گشت، باسکرویل در داخل باغ نیمه‌خیز شده و سنگرهای مقابل را هدف گرفته و خود هدف تیر واقع گشته… باسکرویل را افتاده و به خونی که از سینه‌اش بالا می‌زد، آغشته دیدیم. او را در زیر گلوله‌باران به سوی خود کشیدیم و در پناه دیوار شکسته روی سینه خود تکیه دادیم. یکی با شوقی داد زد «زنده است» ولی دمی نگذشت، چشمان درخشان خود را فروبست و نفس واپسین خود را در این سپنجی جهان، روی خاک‌های خون‌آلود شام غازان برکشید… پس از آن مجاهدین دیگر جنگ را ادامه دادند و در نتیجه، جوانانی دیگر کشته یا زخمی گشتند و پیشروی کمی حاصل شد.»
مهدی علوی‌زاده در خاطرات خود وقایعی را که به کشته شدن «باسکرویل» منتهی شده‌است، این‌گونه شرح می‌دهد: «... باسکرویل فرمان دو داد و خودش در جلو رو به سنگر قزاقان بی‌پروا دویدن گرفت، چند تنی از ما پیِ او را گرفتند؛ اما دیگران چون توپ و گلوله را در برابر می‌دیدند، پیروی نکرده و بی‌درنگ دو دسته شده، دسته‌ای به باغ‌های این دست و دسته‌ای به باغ‌های آن دست درآمده و پشت درخت‌ها و دیوارها سنگر گرفتند. اما باسکرویل همین که تیری انداخت و چند گامی دوید، قزاقی آماج گلوله‌اش گردانید و در آن هنگام که می‌افتاد، فرمان درازکش داد. در همین موقع آواز باسکرویل بلند شد: «من تیر خوردم!...» و با این گفته دیگر خاموش شد… در این میان دستهٔ تفنگچیان دیگری از راه دیگری پیش رفته و سمت راست دشمن را گرفته بودند و چون آنان به شلیک برخاستند، قزاقان ناگزیر شدند به آن سو بپردازند و ما در این میان فرصت بدست آورده به رهایی آن چند تن و بیرون کشیدن تن خونین باسکرویل پرداختیم.»
بدین ترتیب، هوارد بسکرویل در دوشنبه ۳۰ فروردین ۱۲۸۸ و در حالی که تنها ۹ روز از سالروز تولد ۲۴ سالگی‌اش می‌گذشت، در نبرد شام غازان کشته شد. چند روز پس از مرگ باسکرویل، سربازان روسیه، به بهانه حفظ جان اتباع خود در تبریز، وارد شهر شده و در نتیجه محاصره تبریز شکسته شد. در ادامه، مشروطه‌خواهان تبریز به همراه مبارزان سایر شهرها، موفق به فتح تهران و براندازی محمدعلی‌شاه شدند.

## خاکسپاری

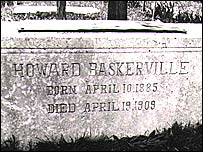
سنگ قبر هوارد باسکرویل در گورستان ارامنه تبریز.

پس از کشته شدن باسکرویل، جسدش را به خانهٔ خانوادهٔ ویلسون منتقل کرده، برای مراسم تدفین آماده کردند. تاجری که برای آراستن تابوت بسکرویل پارچه آورده بود، به آنی ویلسون گفت: «ما می‌دانیم که او جان خود را برای ما داد.» در مراسم تشییع جنازه، هزاران نفر از مردم تبریز و هم‌رزمان باسکرویل شرکت داشتند. شفق، این مراسم را چنین شرح داده‌است: «در کلیسای آمریکایی در اثر ازدحام مردم جا نبود و در مسیر جنازه جمعیت غریبی بود، جنازه میان صفوف مجاهدین و در پیشاپیش شاگردان و سربازان او رو به گورستان ارامنه تبریز حرکت داده شد. اولیای مدرسه مموریال و شخصیت‌های آمریکایی نیز در صف مشایعین بودند. هزاران تن دورتادور فضای گورستان را گرفته بودند.»

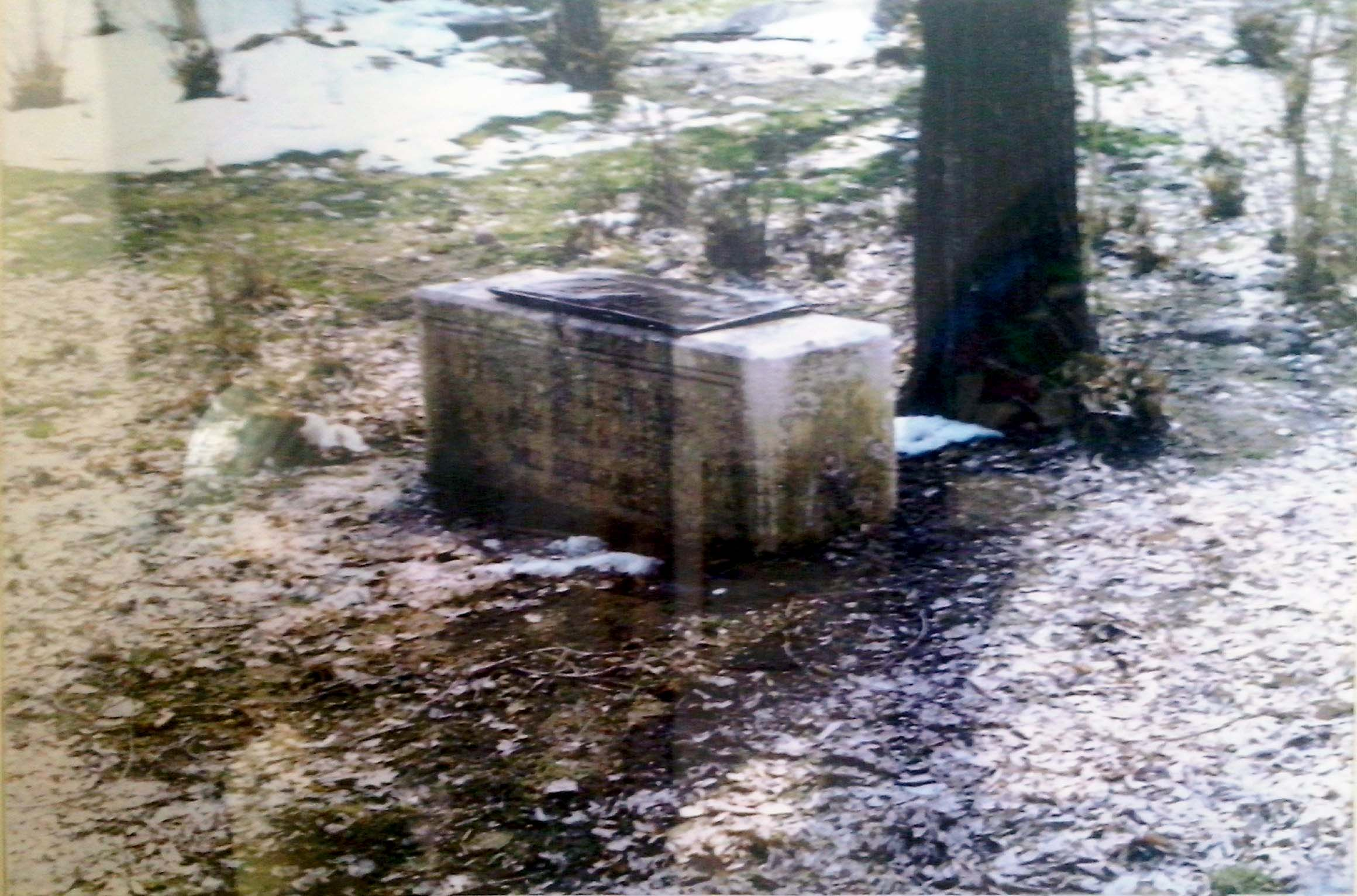
قبر هوارد باسکرویل در گورستان ارامنه تبریز.

کنسول وقت انگلستان در تبریز، آلبرت چارلز راتیسلاو گزارش می‌کند که تشییع جنازه وی مراسمی کاملاً تأثیرگذار بوده و بسیاری از اعضای انجمن آذربایجان در آن شرکت نمودند و حتی در کلیسای آمریکایی حضور یافتند تا احترام و قدردانی خود را نسبت به باسکرویل نشان بدهند «که در چنین بستر داغی از تعصب دینی اسلامی در تبریز کاملاً کم سابقه بود.» در گورستان، سید حسن تقی‌زاده، یکی از نمایندگان مجلس شورای ملی، در نطق کوتاهی گفت: 
«آمریکای جوان، بسکرویلِ جوان را فدای مشروطهٔ جوان ایران کرد.»
احمد کسروی شاهد عینی حوادث دوران مشروطه در تبریز در اینباره می‌گوید: «... چون او میهمان به‌شمار می‌رفت، هر کسی از شنیدن مرگش اندوهگین و پژمرده می‌شد. به این لحاظ بر آن شدند که جسد کشته را با تجلیل و شکوه بسیاری به خاک بسپارند. با آنکه گرسنگی همه را آزرده ساخته و در این روزها آگاهی‌های مدهوشی از سرحد جلفا می‌رسید. در بند این‌ها نشده خواستند روان جوان آمریکایی را از خود خشنود سازند… سراسر راه را از شهر تا گورستان مجاهدین این سو و آن سو رده کشیده با تفنگ‌های وارونه (به نشانهٔ احترام) ایستادند. شاگردان باسکرویل و دسته فدائیان او، ارمنیان، گرجیان، آمریکاییان و همه آزادی خواهان از بزرگ و کوچک با دسته گل به دست، پیرامون جنازه را گرفته روانه شدند… پس از آنکه او را به خاک سپردند و نشست به یاد او انجام شد، انجمن ایالتی آذربایجان می‌خواست پولی به آمریکا برای مادر پیر باسکرویل بفرستد؛ ولی دکتر وانیمان (والمان) که ریش سفید آمریکایی‌ها در تبریز بود خرسندی نداد… و قرار شد تفنگ رزمی باسکرویل را که به هنگام کشته شدن در دستش بود، به رسم یادبود برای مادر پیرش بفرستند.» چندی بعد، ستارخان تفنگ بسکرویل را که نام و تاریخ کشته شدنش روی آن حک شده و در پرچم ایران پیچیده شده بود، به انضمام عکسی از افراد فوج نجات، برای خانواده‌اش فرستاد.
بدین ترتیب پیکر وی را در روز سه شنبه ۳۱ فروردین ۱۲۸۸ خورشیدی برابر با ۲۰ آوریل ۱۹۰۹ میلادی در مراسمی که سه ساعت طول کشید، در گورستان امریکاییان در تبریز به خاک سپردند. ساعاتی پس از مراسم خاکسپاری، خبر رسید که قشون روس از مرز عبور کرده و به سرعت به طرف تبریز پیش می‌آید.

قالیچه‌ای که زنان تبریز در سال‌های ۱۲۸۸ تا ۱۲۸۹ خورشیدی با نام و تصویر باسکرویل، برای مادر وی بافتند که البته هرگز به دست مادرش نرسید.

پنج روز پس از تشییع جنازه بسکرویل، ستارخان و جمانی آیولتی (Jamani Ayoleti) تلگرافی برای پدر و مادرش در شهر اسپایسر در ایالت مینِسوتا، به شرح زیر ارسال کردند:
ایران در غم از دست رفتن پسر عزیزتان در راه آزادی سوگوار است و ما قسم می‌خوریم که ایرانِ آینده همواره از او، چون لافایت، در تاریخ به بزرگی یاد خواهد کرد و به مزار شریف او احترام خواهد گذاشت.
به نوشته کسروی، پس از پیروزی مشروطه‌خواهان، در یک گاردن پارتی که به دستور شیخ محمد خیابانی برپا شده بود، قرار شد یک فرش که عکس باسکرویل در آن نقش شده باشد، بافته و برای مادر وی در آمریکا فرستاده شود که البته پس از بافته شدن آن، به دست مادرش نرسید. شفق در اینباره چنین نوشته‌است: «به واسطه آغاز جنگ جهانگیر، ارسال آن (فرش) به تأخیر افتاد و بعد از جنگ نیز برای حمل آن توسط سفارت آمریکا به تهران فرستاده شد و اینجانب آن را ظاهراً حوالی سال ۱۳۱۴ در اتاق پذیرایی مرحوم سلیمان میرزا که در خیابان دوشان‌تپه منزل داشت دیدم و ایشان در جواب پرسش من اظهار داشتند، ارسال آن به واسطهٔ نبودن واسطه و معلوم نبودن آدرس به تأخیر افتاده.»

## یادبود
وقتی مجلس شورای ملی در ماه نوامبر جلسات خود را از سر گرفت، یکی از نخستین اقدامات آن، ایراد نطقی در یادبود بسکرویل بود.
در انجمن تاریخی پرسبیتری در فیلادلفیا، نامه‌های بسیاری در وصف بسکرویل وجود دارد. در سال ۱۹۵۹، پنجاهمین سالگرد مرگ وی به‌طور کامل توسط تبریزی‌ها برنامه‌ریزی و مدیریت شد که وزارت امور خارجه را کاملاً شگفت زده کرد.

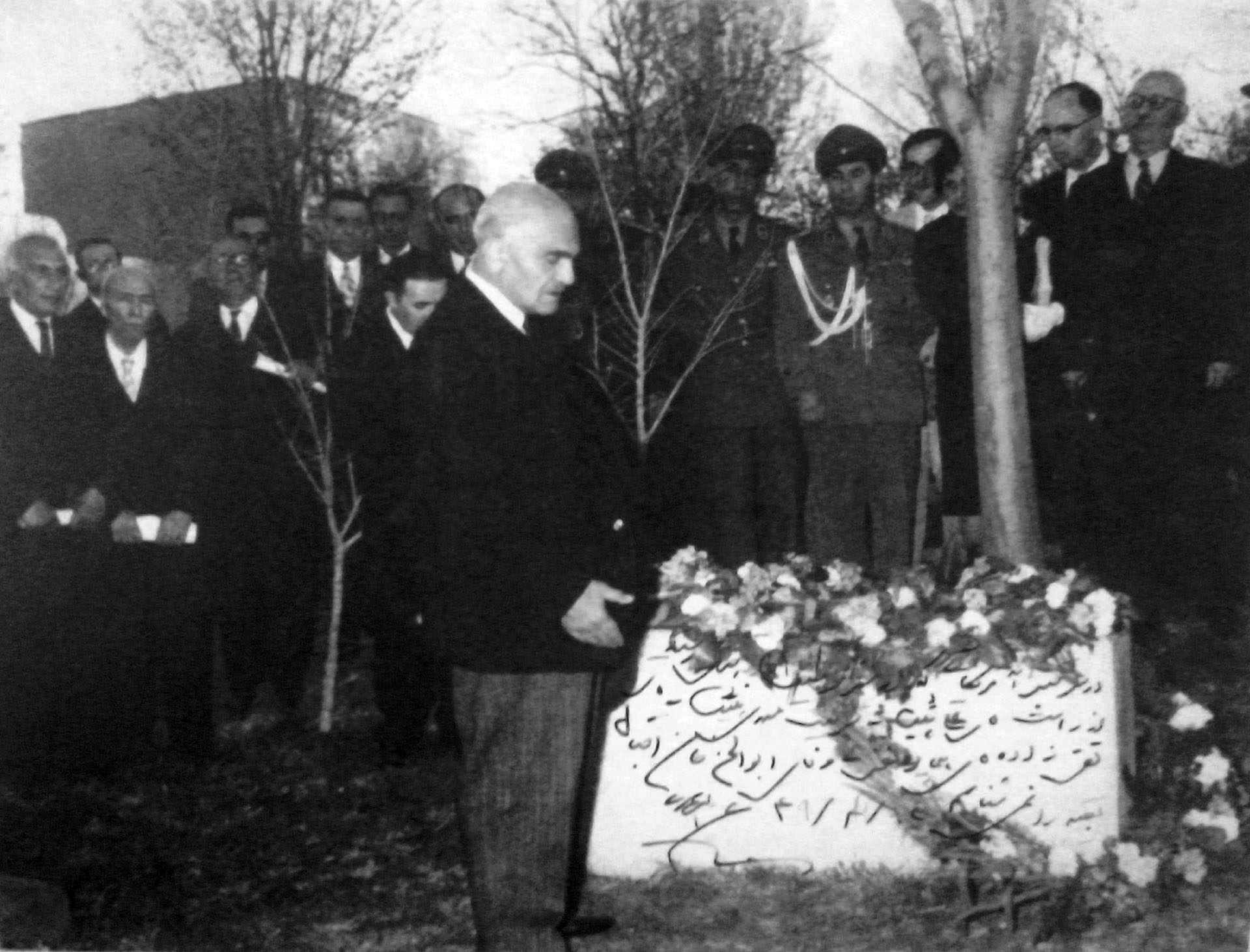
سید حسن تقی‌زاده و اقبال آذر در حال ادای احترام سر مزار هوارد باسکرویل.

روز دوشنبه ۳۰ فروردین ۱۳۳۸ برابر با پنجاهمین سالگرد فوت باسکرویل، مراسمی در مدرسه پروین (مدرسه مموریال سابق) برگزار گردید. این مراسم در تالار دبیرستان که به نام باسکرویل نامگذاری شده بود، از طرف علی دهقان مدیر کل اداره فرهنگ آذربایجان شرقی برنامه‌ریزی گردیده بود. دعوت شدگان ایرانی شامل رضازاده شفق که از شاگردان باسکرویل بود و افراد دیگری مثل حسن تقی‌زاده، اسماعیل امیرخیزی، ابوالقاسم فیوضات، علی هیئت، مهدی علوی‌زاده شرکت داشته و از آمریکاییان مقیم تهران نیز سفیر کبیر آمریکا، رئیس اصل چهار، اندرسن رئیس USIS، اگرمان رئیس بخش فرهنگی، هولینیک دبیر اول و خانم مک‌داول میسیونر آمریکایی شرکت کرده بودند.
حتی زمانی که روابط ایران و آمریکا در بدترین شرایط بود، بسکرویل همواره یک استثناء باقی ماند. در ماه دسامبر ۱۹۷۹ و در روزهای بحران گروگان‌گیری، توماس ام. ریکز (Dr. Thomas M. Ricks) گروهی کشیش آمریکایی را برای ملاقات با آیت‌الله خمینی به ایران برد. گروه در آخرین شب اقامت خود در ایران، از مسجدی دیدن کرد. وقتی آن‌ها به حضار معرفی شدند، یک مرد ایرانی میانسال از میان جمع برخاسته و به انگلیسی فصیح پرسید: «بسکرویل‌های آمریکایی امروز کجایند؟»
در سال ۲۰۰۵، از نیم‌تنه‌ای برنزی از بسکرویل در خانهٔ مشروطهٔ تبریز، توسط محمد خاتمی، رئیس‌جمهور وقت ایران، پرده‌برداری شد. در آن زمان بحث‌هایی در خصوص ادای احترام به یک آمریکایی وجود داشت، ولی با وجود انتقادها علیه گذاشتن تندیس نیم‌تنهٔ بسکرویل در خانه مشروطه، مردم تبریز از این اقدام پشتیبانی کردند. در زیر مجسمه برنزی، این جمله به فارسی نوشته شده‌است: «هوارد سی بسکرویل. او یک وطن‌پرست، یک تاریخ‌ساز بود» عده‌ای در آمریکا پیشنهاد کرده‌اند که ۱۹ آوریل، سالروز کشته شدن هوارد باسکرویل را به عنوان «روز دوستی ایرانیان و آمریکایی‌ها» بنامند. در سالگرد کشته شدن باسکرویل در سال ۲۰۱۴، آلن ایر، سخنگوی فارسی‌زبان وزارت امور خارجه آمریکا، در صفحه فیس‌بوک خود، از باسکرویل به عنوان یک شهید یاد کرد. در سال ۲۰۱۵، گروهی از کشور آمریکا، به سرپرستی استیفن کینزر از قبر هوارد باسکرویل در گورستان ارامنه تبریز بازدید کردند. قرار است یک فیلم از روی زندگی هوارد بسکرویل به کارگردانی مسعود جعفری جوزانی ساخته شود. فیلم‌نامه این فیلم، در سال ۱۳۷۳ توسط جوزانی نوشته شده‌است.

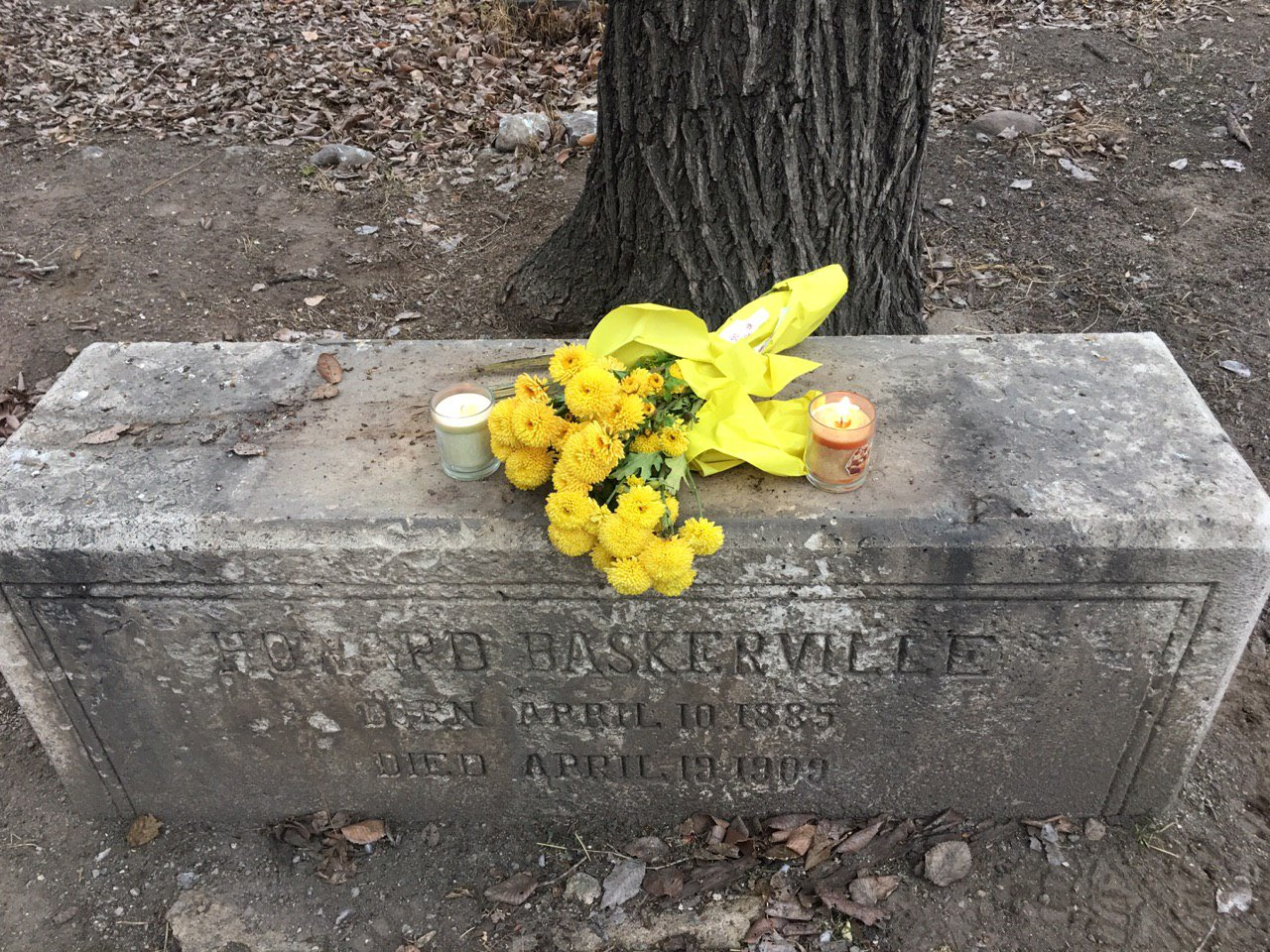
قبر هوارد باسکرویل در سال ۱۴۰۰ گورستان ارامنه تبریز.

بسیارند ایرانیانی که باسکرویل را ستایش نموده و او را شهید می‌دانند. وی در گورستان آشوری‌های تبریز (در آن زمان گورستان امریکایی‌ها) در تبریز به خاک سپرده شده‌است و برخی علاقه‌مندان ناشناس به‌طور متناوب سنگ مزار وی را با گل‌های زرد و تازه تزیین می‌کنند.

## در ادبیات
در سال ۱۹۵۰، محمدعلی مهدوی، لوح یادبودی، بر سر مزار بسکرویل نصب کرد که بر روی آن شعری از عارف قزوینی، شاعر ملی ایران، کنده کاری شده بود. عارف قزوینی، در سال ۱۳۰۲ خورشیدی در سفری که به تبریز داشته و در مجلس یادبودی که بر مزار باسکرویل برگزار شد، این شعر را برای وی سرود:
| ای محترم مدافعِ حریّتِ عباد     |  | وی قائدِ شجاع و هوادار عدل و داد   |
| کردی پی سعادتِ ایران فدای جان |  | پاینده باد نام تو، روحت همیشه شاد |

در وصف باسکرویل (یک گل نصرانی) و سیصد نفر از یارانش، ترجیع بندی طولانی با تکرار مصرّعیِ زیر سروده شده‌است که سراینده آن مشخص نیست.
| سیصد گل سرخ، یک گل نصرانی  |  | ما را ز سرِ بریده می‌ترسانی؟ |
| ما گر ز سرِ بریده می‌ترسیدیم |  | در محفل عاشقان نمی‌رقصیدیم  |